# Centro de Investigaciones Agrarias de Mabegondo (CIAM)

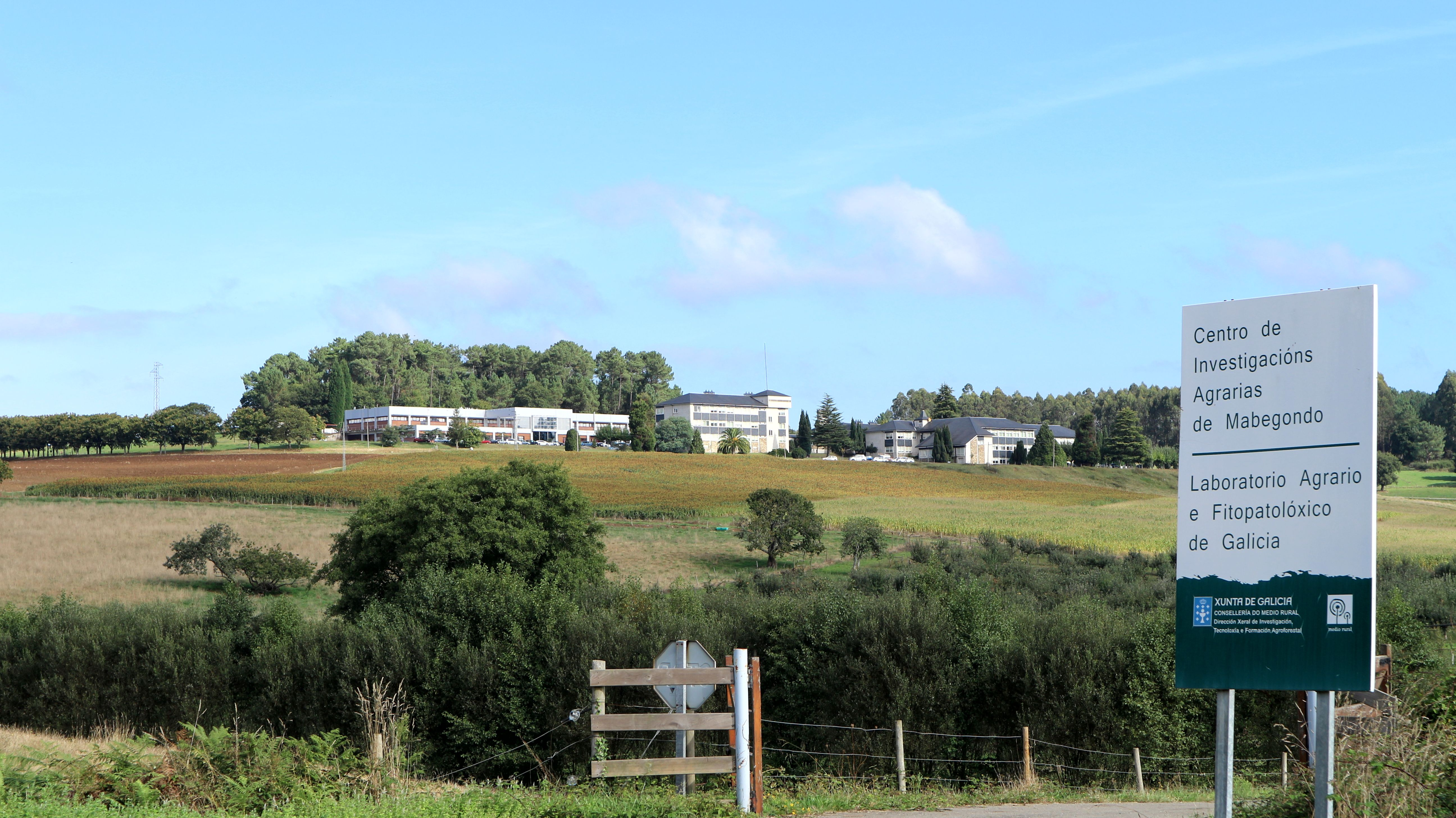
CIAM en Mabegondo

El Centro de Investigaciones Agrarias de Mabegondo (CIAM) es un organismo autónomo de la comunidad autónoma de Galicia, adscrito a la Secretaría General de Medio Rural y Montes, de la Consejería del Medio Rural de la Junta de Galicia.
Tiene su sede en la Finca de Mabegondo, en la Carretera de Betanzos a Mesón do Vento km 7,5, en Mabegondo.

## Historia
La Granja Agrícola Experimental en Galicia se creó en el año 1888 en Monelos (La Coruña). 
Con la construcción de la Avenida da Vedra en la década de 1960 este centro se tuvo que trasladar primero a Guísamo y luego en los años 1970 a Mabegondo.
Consta con 310 ha. en Mabegondo en las que se trabaja en la investigación de agricultura y  ganadería: en mecanismos de fertilización, fitogenética y conservación de variedades autóctonas o en la sanidad animal.

## Funciones del organismo autónomo
Las funciones del CIAM están orientadas a programar y ejecutar actividades de investigación, desarrollo y transferencia de tecnologías agrarias en el ámbito de la Comunidad Autónoma de Galicia.
Entre estas se encuentran: 
- Elaboración y ejecución de proyectos de investigación tendentes a incrementar la competitividad de las producciones agrarias de Galicia, (cultivos protección vegetal y producción animal).[1]
- Apoyo directo al sector, que se realiza a través de estudios, análisis y dictámenes sobre productos y medios de la producción.[1]
- Formación de especialistas agrarios a través de cursos nacionales e internacionales.[1]
- Tiene asignados varios convenios de colaboración con empresas de alimentación y nutrición, cooperativas lecheras y cárnicas, empresas de producción de semillas, y también con la Universidad de Santiago de Compostela con el objetivo de desarrollar tecnologías que puedan ser utilizadas y comercializadas directamente por las entidades colaboradoras.[1]

## Banco de germoplasma vegetal de Galicia
Aquí se cultivan especies vegetales de la herencia en la comunidad de Galicia entre ellas
- Colección de manzanos (Malus domestica) tradicionales gallegos.[6]
- Colección de plantas cultivadas y semillas de maíz (Zea mays).[7]
- Variedades de tomates autóctonos de Galicia.[8]
- Pimientos autóctonos de Galicia.[9]
- Cebollas autóctonas de Galicia.[10]